# Ruoti
Ruoti är en ort och kommun i provinsen Potenza i regionen Basilicata i Italien. Kommunen hade 3 542 invånare (2017).